# 몰바이데 도법

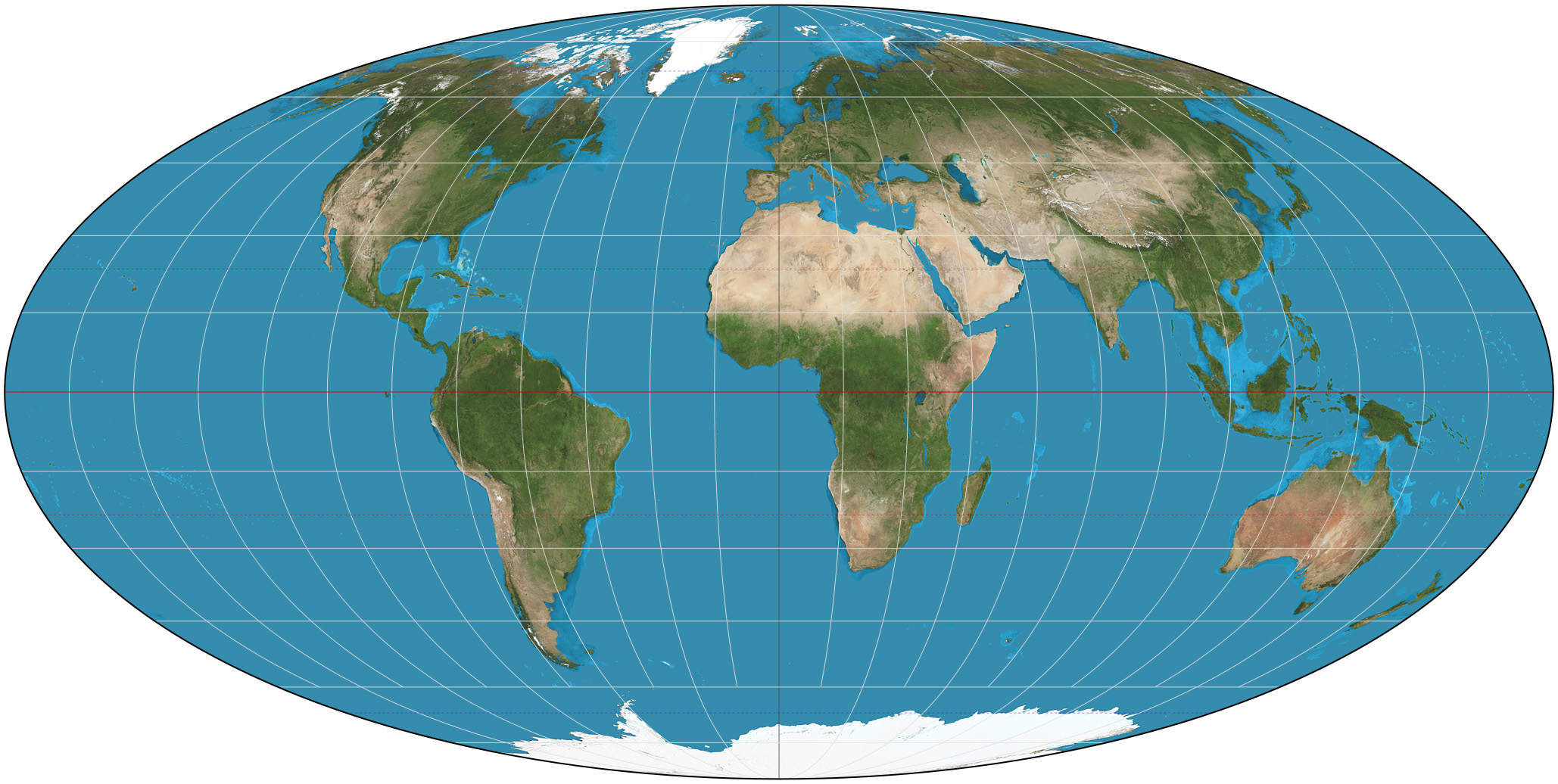
전 세계 몰바이데 도법

몰바이데 도법(Mollweide projection)은 1805년 독일의 카를 몰바이데가 개발한 정적도법이다. 지구는 가로 : 세로의 비율이 2 : 1인 타원으로 그려지며, 경선은 등간격, 위선은 수평이다. 지도 중앙부를 비교적 정확하게 나타낼 수 있고 주변부의 왜곡도 덜 심하기 때문에 각 대륙들도 적절히 배열된다. 세계의 각종 분포도나 아프리카·북아메리카 등의 대륙 지도, 유럽 중심의 세계 지도에 많이 사용된다. 41°44′11.8″N/S에서 경선의 간격이 실제와 일치하게 된다.

## 공식
{\displaystyle x={\frac {2{\sqrt {2}}}{\pi }}\lambda \cos \left(\theta \right),}
{\displaystyle y={\sqrt {2}}\sin \left(\theta \right),\,}
{\displaystyle \theta \,}는 경도에 대해 다음 방정식을 만족하는 값이다.
{\displaystyle 2\theta +\sin(2\theta )=\pi \sin(\phi )\qquad (1)}
그리고 {\displaystyle \,\lambda }는 중앙 경선으로부터 떨어진 경도이고{\displaystyle \,\phi }는 위도이다.
방정식  1은 다음의 뉴턴의 방법에 의해 빠르게 해를 찾을 수 있다. (극에서는 수렴이 느리다.)
{\displaystyle \theta _{0}=\phi ,\,}
{\displaystyle \theta _{n+1}=\theta _{n}-{\frac {(2\theta _{n}+\sin(2\theta _{n})-\pi \sin(\phi ))}{2+2\cos(2\theta _{n})}}.\,}

## 같이 보기
- 함메르 도법
- 시뉴소이드 도법